# William F. Kirby
William F. Kirby (Texarkana, 1867. november 16. – Little Rock, 1934. július 26.) az Amerikai Egyesült Államok szenátora (Arkansas, 1916–1921).